# Dan Walters
Daniel Gene Walters (* 15. August 1966 in Brunswick, Maine; † 23. April 2020 in Santee, Kalifornien) war ein US-amerikanischer Baseballspieler in der Major League Baseball (MLB). Walters kam als Catcher in den Jahren 1992 und 1993 insgesamt zu 84 Einsätzen für die San Diego Padres. Nach seiner aktiven Spielerkarriere wurde er Officer beim San Diego Police Department. Im Jahr 2003 wurde er in Ausübung seines Dienstes schwer verletzt und litt in der Folge unter einer Tetraplegie.

## Karriere
Dan Walters wurde beim MLB Draft 1984 von den Houston Astros in der fünften Runde als 123. Spieler gewählt und begann seine Minor-League-Karriere 1985 in der South Atlantic League bei den Asheville Tourists. 1988 kam er erstmals für zwei Spiele in der höchsten Nachwuchsklasse bei den Tucson Toros zum Einsatz. Mehr Spielzeit auf AAA-Niveau erhielt Walters 1990 bei den Las Vegas Stars, nachdem er von den Astros zu den Padres getradet wurde, und beendete die Saison mit 53 Einsätzen, einem Batting Average von 25,5 % und drei Home Runs. Nach weiteren konstanten Einsatzzeiten bei den Stars 1991 wurde Walters im Mai des Jahres erstmals in das MLB-Team der San Diego Padres berufen.
Walter debütierte in der MLB am 1. Juni 1992 beim Auswärtsspiel der Padres gegen die Chicago Cubs. In der Saison 1992 wurde er 57 Mal eingesetzt, in der nachfolgenden Spielzeit 1993 noch 27 Mal. Am 22. November 1993 wurde Walters von den Padres in den Free-Agent-Status entlassen und fand in der Folge kein MLB-Team mehr, bei dem er Einsatzzeiten bekommen konnte. In den Jahren 1994 bis 1996 war Walters aber weiterhin auf Minor League Niveau, unter anderem in Colorado, aktiv.

## Nach der aktiven Karriere
Nach Beendigung seiner aktiven Karriere blieb Walters in San Diego und wurde Officer am San Diego Police Department. Am 12. November 2003 kam Walters einem Kollegen zu Hilfe, der ein den Verkehr behinderndes Auto kontrollierte. Er versuchte den bewaffneten Fahrer des Wagens, welcher seine Frau und seine Kinder durch die Stadt verfolgte, zu überwältigen. Der 24-jährige Täter konnte den Angriff abwehren und schoss Walters in den Nacken. Der Fahrer eines unbeteiligten Fahrzeugs sah den verletzt am Boden liegenden Officer nicht und überfuhr ihn. Unterdessen wurde der Täter durch einen Kollegen von Walters getötet. Walters selbst überlebte den Vorfall, litt aber fortan an einer Tetraplegie.
Dan Walters starb am 23. April 2020. Sein Tod steht in direktem Zusammenhang mit den mehr als 16 Jahre zuvor erlittenen Verletzungen.